# Коншес-де-Беарн
Конше́с-де-Беа́рн (фр. Conchez-de-Béarn) — коммуна во Франции, находится в регионе Аквитания. Департамент — Атлантические Пиренеи. Входит в состав кантона Тер-де-Люи и Кото-дю-Вик-Бий. Округ коммуны — По.
Код INSEE коммуны — 64192.

## География

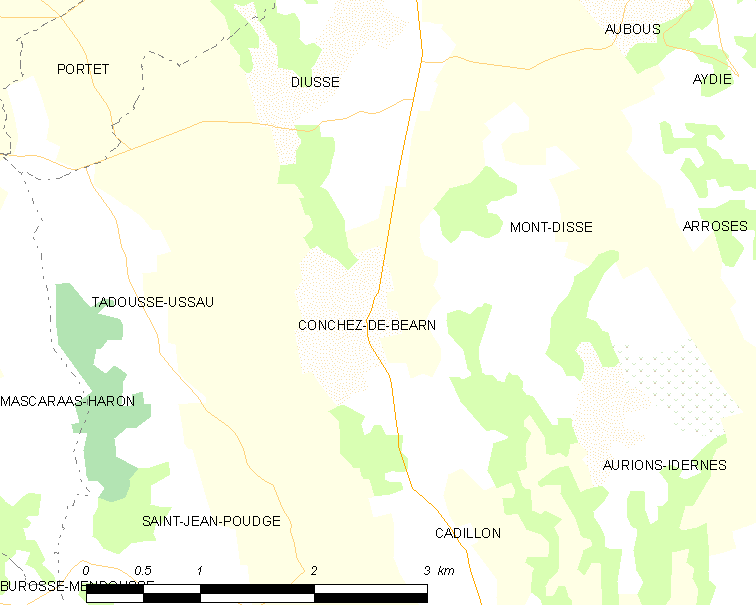
Карта коммуны

Коммуна расположена приблизительно в 630 км к югу от Парижа, в 150 км южнее Бордо, в 32 км к северо-востоку от По.
На западе коммуны протекает река Леес.

### Климат
Климат тёплый океанический. Зима мягкая, средняя температура января — от +5°С до +13°С, температуры ниже −10 °C бывают редко. Снег выпадает около 15 дней в году с ноября по апрель. Максимальная температура летом порядка 20-30 °C, выше 35 °C бывает очень редко. Количество осадков высокое, порядка 1100 мм в год. Характерна безветренная погода, сильные ветры очень редки.

## Население
Население коммуны на 2010 год составляло 123 человека.
| 1962 | 1968 | 1975 | 1982 | 1990 | 1999 | 2010 |
| ---- | ---- | ---- | ---- | ---- | ---- | ---- |
| 155  | 127  | 113  | 109  | 116  | 121  | 123  |

## Администрация
| Период | Период | Фамилия     | Партия | Примечания |
| ------ | ------ | ----------- | ------ | ---------- |
| 1995   | 2020   | Франсис Кюп |        |            |

## Экономика
В 2010 году среди 62 человек трудоспособного возраста (15—64 лет) 50 были экономически активными, 12 — неактивными (показатель активности — 80,6 %, в 1999 году было 73,1 %). Из 50 активных жителей работали 47 человек (26 мужчин и 21 женщина), безработных было 3 (2 мужчин и 1 женщина). Среди 12 неактивных 2 человека были учениками или студентами, 3 — пенсионерами, 7 были неактивными по другим причинам.

## Достопримечательности
- Церковь Св. Германа Осерского (XVII век)[4]

## Фотогалерея

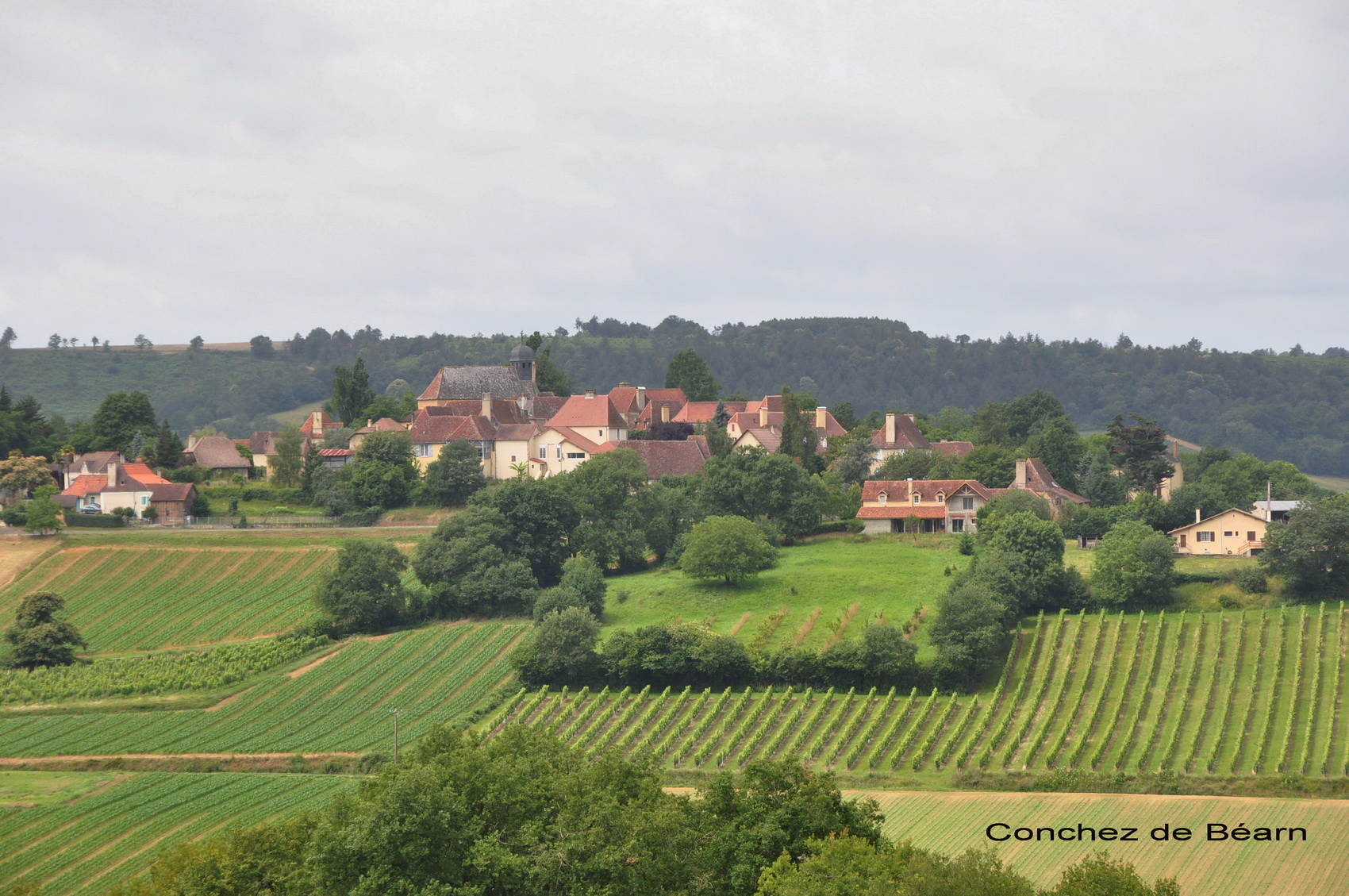
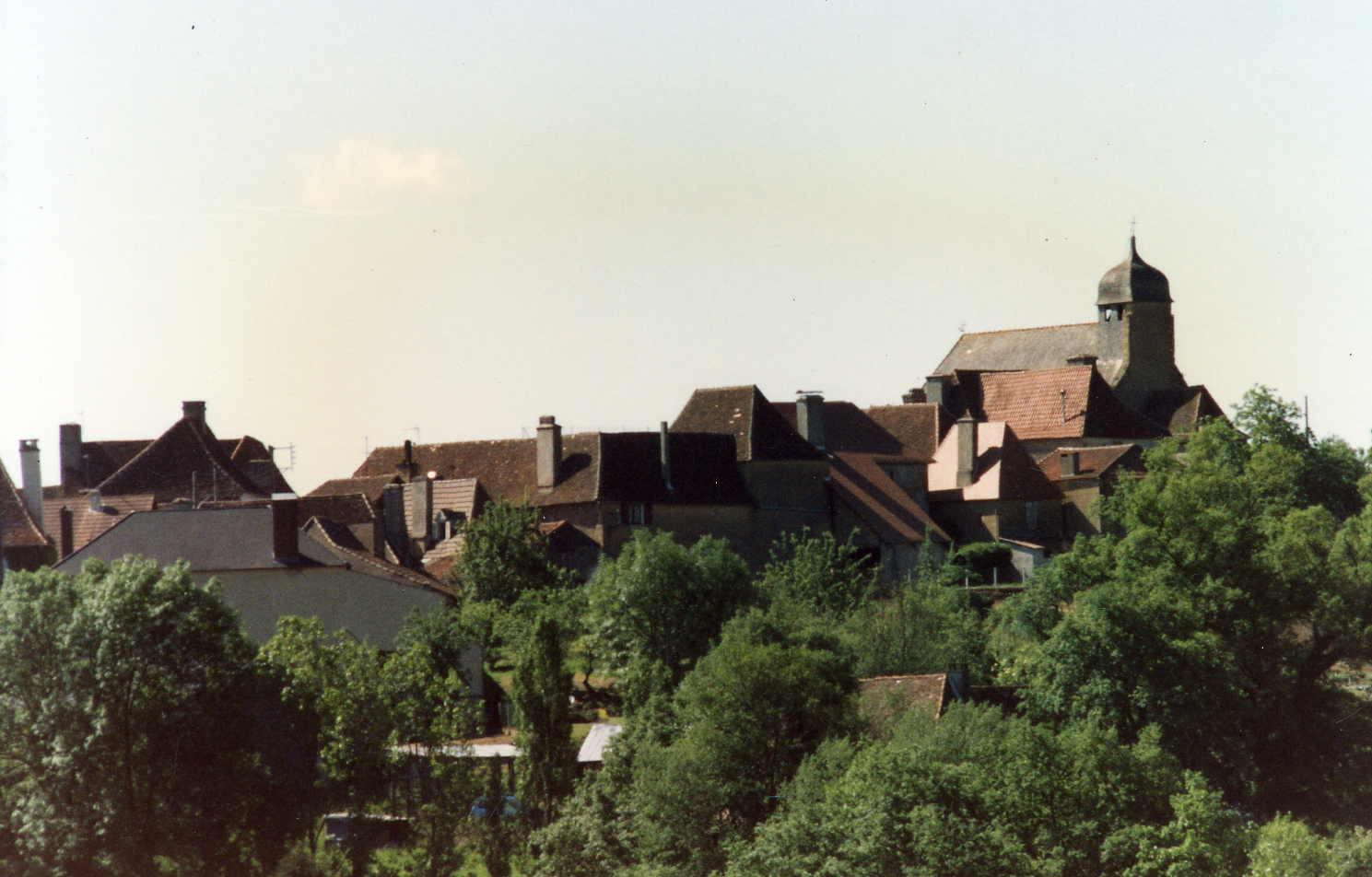
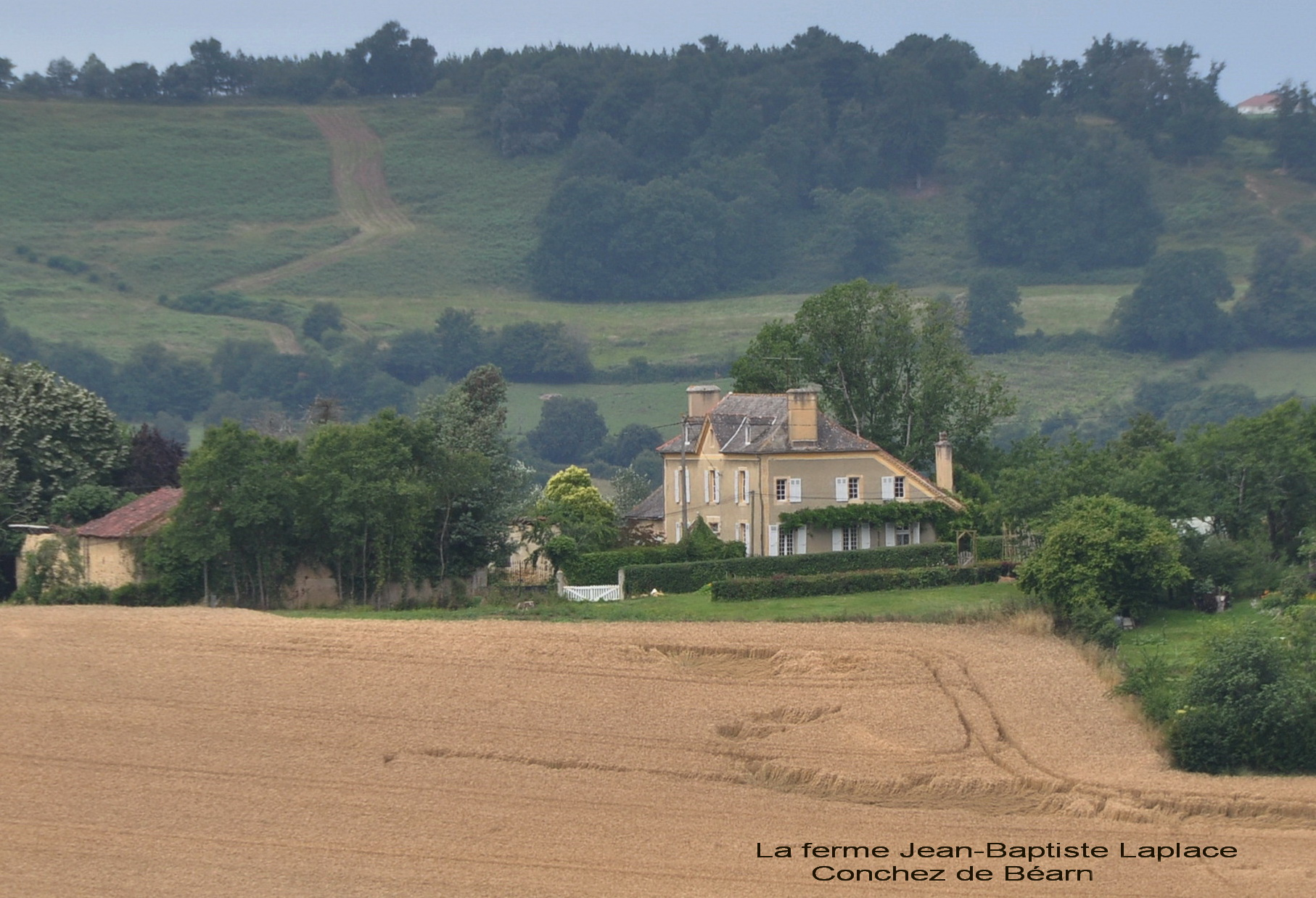
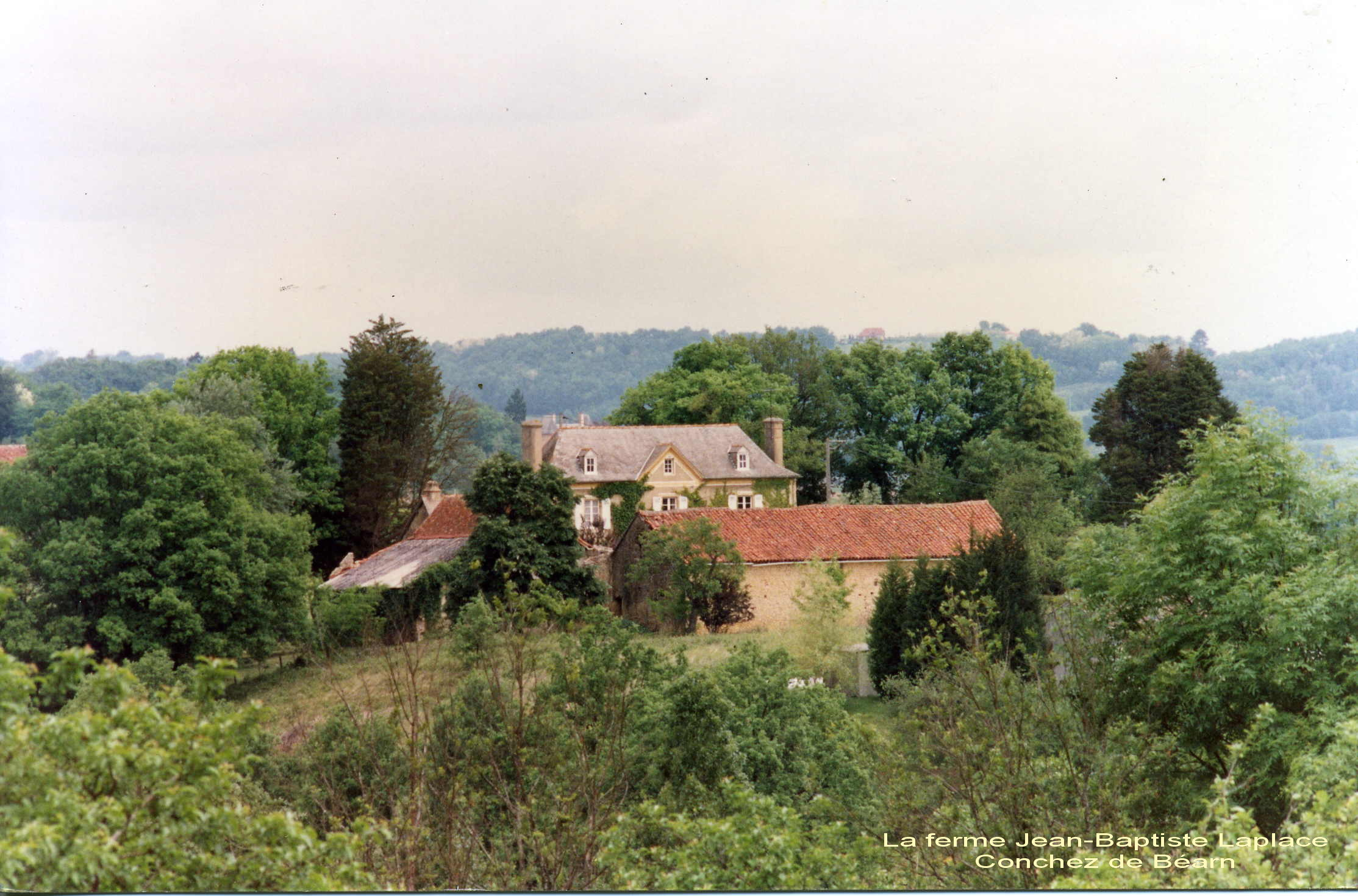
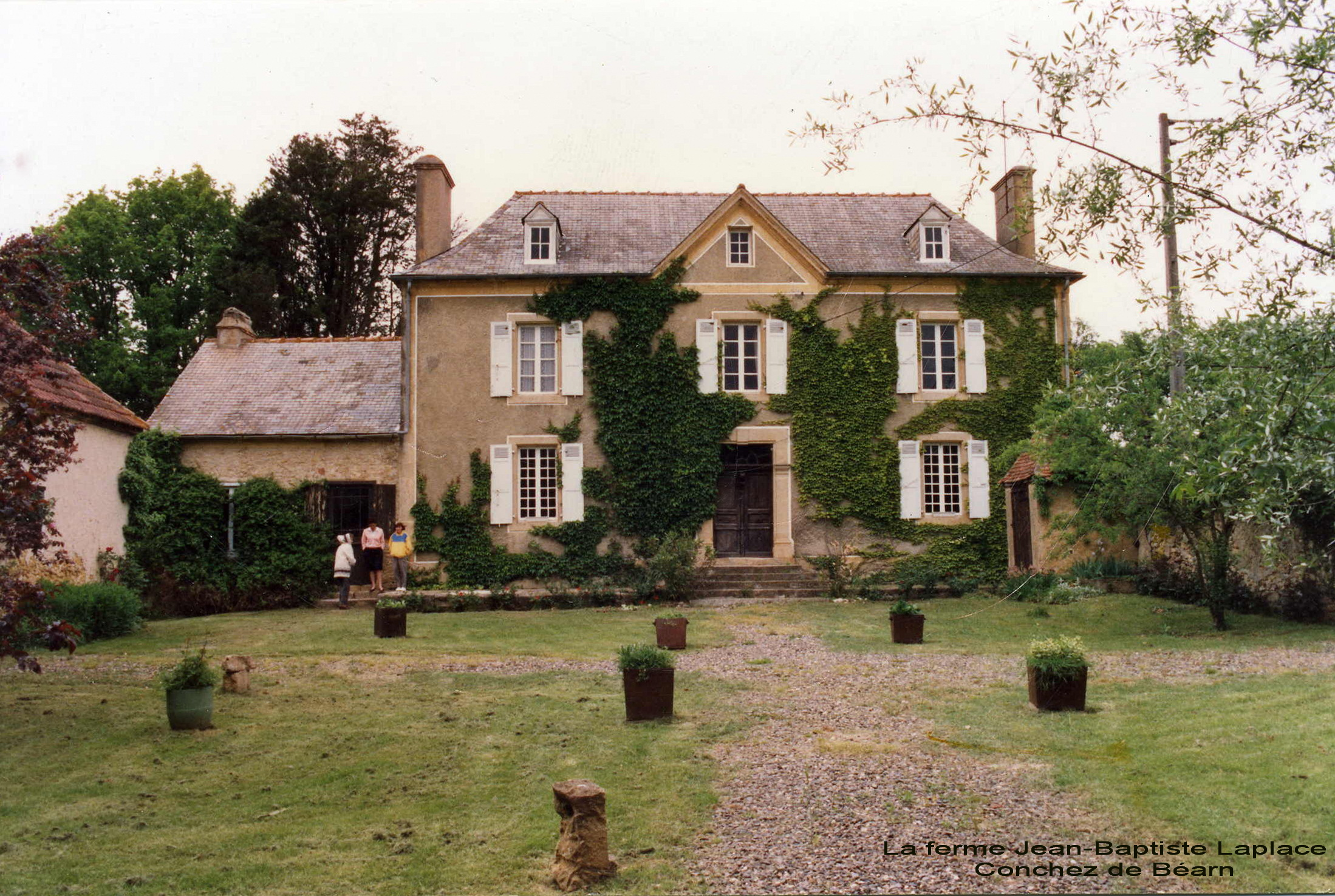